# Paul Akouokou
Edgar Paul Akouokou (Abiyán, 20 de diciembre de 1997) es un futbolista marfileño. Juega de centrocampista y su equipo es el Olympique de Lyon de la Ligue 1.

## Trayectoria
Nació en 1997, en la ciudad de Abiyán, en Costa de Marfil. Comenzó su carrera deportiva en el Majestic FC, de Burkina Faso. Llegó a Europa en 2016 para jugar en la liga finlandesa en el Ekenäs IF. En enero de 2017 probó con el Angers S. C. O. de la Ligue 1, pero fue rechazado por el club francés. De allí pasó a la liga israelí, donde jugó cedido en la primera división con el Beitar Jerusalén y posteriormente en el Hapoel Ironi Rishon LeZion FC de la segunda división de ese país.
En noviembre de 2018 fue fichado por el Real Betis, para jugar en el equipo filial y en septiembre de 2020, prolongó su contrato hasta 2024, como jugador del primer equipo.
Jugó su primer partido en la Liga con el Real Betis, el 25 de septiembre de 2020 en el estadio Benito Villamarín frente al Real Valladolid, cuando sustituyó a William Carvalho, en el minuto 92 de partido.[cita requerida] En total participó en 44 encuentros y ganó la Copa del Rey en 2022.
El 1 de septiembre de 2023 fue traspasado al Olympique de Lyon a cambio de 3 millones de euros más un 20% de la plusvalía de una futura venta.

### Selección nacional
En 2022 debutó con la selección nacional de Costa de Marfil.

## Estadísticas

### Clubes
Actualizado al último partido disputado el 20 de abril de 2025.
| Club | Div.          | Temporada     | Liga  | Liga  | Copas nacionales(1) | Copas nacionales(1) | Copas internacionales(2) | Copas internacionales(2) | Total | Total |
| Club | Div.          | Temporada     | Part. | Goles | Part.               | Goles               | Part.                    | Goles                    | Part. | Goles |
| --- | ------------- | ------------- | ----- | ----- | ------------------- | ------------------- | ------------------------ | ------------------------ | ----- | ----- |
| Ekenäs IF · Finlandia | 2.ª           | 2016          | 21    | 1     | 0                   | 0                   | —                        | —                        | 21    | 1     |
| Ekenäs IF · Finlandia | 2.ª           | 2017          | 14    | 1     | 5                   | 0                   | —                        | —                        | 19    | 1     |
| Ekenäs IF · Finlandia | Total club    | Total club    | 35    | 2     | 5                   | 0                   | 0                        | 0                        | 40    | 2     |
| Beitar Jerusalén Israel | 1.ª           | 2017-18       | 12    | 0     | 2                   | 0                   | —                        | —                        | 14    | 0     |
| Beitar Jerusalén Israel | Total club    | Total club    | 12    | 0     | 2                   | 0                   | 0                        | 0                        | 14    | 0     |
| Hapoel Rishon LeZion F. C. Israel | 2.ª           | 2017-18       | 16    | 3     | —                   | —                   | —                        | —                        | 16    | 3     |
| Hapoel Rishon LeZion F. C. Israel | Total club    | Total club    | 16    | 3     | 0                   | 0                   | 0                        | 0                        | 16    | 3     |
| Betis Deportivo Balompié · España | 3.ª           | 2018-19       | 20    | 0     | 1                   | 0                   | —                        | —                        | 21    | 0     |
| Betis Deportivo Balompié · España | 3.ª           | 2019-20       | 26    | 0     | —                   | —                   | —                        | —                        | 26    | 0     |
| Betis Deportivo Balompié · España | Total club    | Total club    | 46    | 0     | 1                   | 0                   | 0                        | 0                        | 47    | 0     |
| Real Betis Balompié · España | 1.ª           | 2020-21       | 10    | 0     | 3                   | 0                   | —                        | —                        | 13    | 0     |
| Real Betis Balompié · España | 1.ª           | 2021-22       | 8     | 0     | 1                   | 0                   | 2                        | 0                        | 11    | 0     |
| Real Betis Balompié · España | 1.ª           | 2022-23       | 12    | 0     | 1                   | 0                   | 5                        | 0                        | 18    | 0     |
| Real Betis Balompié · España | 1.ª           | 2023-24       | 2     | 0     | ―                   | ―                   | ―                        | ―                        | 2     | 0     |
| Real Betis Balompié · España | Total club    | Total club    | 32    | 0     | 5                   | 0                   | 7                        | 0                        | 44    | 0     |
| Olympique de Lyon Francia | 1.ª           | 2023-24       | 8     | 0     | 1                   | 0                   | —                        | —                        | 9     | 0     |
| Olympique de Lyon Francia | 1.ª           | 2024-25       | 2     | 0     | 0                   | 0                   | 3                        | 0                        | 5     | 0     |
| Olympique de Lyon Francia | Total club    | Total club    | 10    | 0     | 1                   | 0                   | 3                        | 0                        | 14    | 0     |
| Total carrera | Total carrera | Total carrera | 151   | 5     | 14                  | 0                   | 10                       | 0                        | 175   | 5     |
| (1) Incluye datos de la Copa de Finlandia, la Copa de Israel, la Copa Toto, la Copa del Rey y la Copa Federación. (2) Incluye datos de la Liga Europa de la UEFA. |               |               |       |       |                     |                     |                          |                          |       |       |

## Palmarés

### Títulos nacionales
| Título       | Club                | País   | Año  |
| ------------ | ------------------- | ------ | ---- |
| Copa del Rey | Real Betis Balompié | España | 2022 |